# Quercus lanata
Quercus lanata Sm. – gatunek roślin z rodziny bukowatych (Fagaceae Dumort.). Występuje naturalnie w północnych Indiach, w Nepalu, Bhutanie, Mjanmie, północnej części Tajlandii, Wietnamie oraz południowych Chinach (w prowincji Junnan oraz regionach autonomicznych Kuangsi i Tybecie). 

## Morfologia
PokrójZimozielone drzewo dorastające do 30 m wysokości.
LiścieBlaszka liściowa jest nieco skórzasta i ma kształt od owalnie lancetowatego do eliptycznego. Mierzy 9–20 cm długości oraz 3–8,5 cm szerokości, jest delikatnie piłkowana na brzegu, ma nasadę od klinowej do zaokrąglonej i spiczasty wierzchołek. Ogonek liściowy jest omszony i ma 5–15 mm długości.
OwoceOrzechy zwane żołędziami o jajowatym kształcie, dorastają do 15–20 mm długości i 12 mm średnicy. Osadzone są pojedynczo w miseczkach w kształcie kubka, które mierzą 6–10 mm długości i 8–15 mm średnicy. Orzechy otulone są w miseczkach do 25–50% ich długości.
Gatunki podobneRoślina często mylona jest z gatunkiem Q. oblongata, lecz różni się od niego tym, że jej blaszka liściowa jest mniejsza i bardziej okrągła, a młode liście są bardziej żółtawe. Oba gatunki są często opisywane pod tą samą nazwą przez kilku autorów, ponieważ różnice są minimalne. W miejscach, gdzie dzielą siedliska mogą tworzyć mieszańce.

## Biologia i ekologia
Rośnie w lasach mieszanych. Występuje na wysokości od 1900 do 3000 m n.p.m. Kwitnie w czerwcu, natomiast owoce dojrzewają od czerwca do lipca. 

## Zmienność
W obrębie tego gatunku oprócz podgatunku nominatywnego wyróżniono jeden podgatunek:
- Quercus lanata subsp. leiocarpa (A.Camus) Menitsky